# Контакузовка
Контакузовка (бел. Кантаку́заўка) — деревня в Зябровском сельсовете Гомельского района Гомельской области Республики Беларусь.
На севере граничит с лесом.

## География

### Расположение
В 8 км от железнодорожной станции Зябровка (на линии Гомель — Тереховка), 10 км на юго-восток от Гомеля.

## Транспортная сеть
Планировка состоит из прямолинейной улицы, ориентированной с юго-востока на северо-запад и перекрещенной короткой прямолинейной улицей. Застройка преимущественно двусторонняя, деревянная, усадебного типа.

## История
По письменным источникам известна с XIX века как деревня во владении фельдмаршала графа П.А. Румянцева-Задунайского, с 1834 года — фельдмаршала князя И.Ф. Паскевича. Своё название скорее всего получила от фамилии Кантакузен-Сперанских, с которыми род Паскевичей породнился путём брака одной из сестёр или племянниц Фёдора Ивановича Паскевича. С 1880-х годов действовал хлебозапасный магазин. Согласно переписи 1897 года в Носовичской волости Гомельского уезда Могилёвской губернии. В 1909 году 747 десятин земли, мельница.
В 1926 году работали отделение связи, школа. С 8 декабря 1926 года по 30 декабря 1927 года центр Контакузовском сельсовете Носовичского района Гомельского округа, действовала школа. В 1930 году организован колхоз «Красный путиловец», работали ветряная мельница и кузница. Во время Великой Отечественной войны немецкие оккупанты в августе 1941 года расстреляли 5 жителей (похоронены в могиле жертв фашизма на кладбище). В сентябре 1943 года каратели сожгли 98 дворов и убили 6 жителей. В боях за деревню погибли 4 солдата (похоронены в братской могиле на кладбище). 34 жителя погибли на фронте. В 1959 году в составе элитнсенхоза «Гомельский» (центр — деревня Климовка). Размещенный фельдшерско-акушерский пункт.

## Население

### Численность
- 2004 год — 51 хозяйство, 79 жителей.

### Динамика
- 1885 год — 41 двор, 223 жителя.
- 1897 год — 62 двора, 378 жителей (согласно переписи).
- 1926 год — 94 двора, 475 жителей.
- 1959 год — 407 жителей (согласно переписи).
- 2004 год — 51 хозяйство, 79 жителей.